# 内村博信
内村 博信（うちむら ひろのぶ、1958年 ‐ ）は、日本の哲学者。千葉大学大学院社会科学研究院教授。専攻はドイツ文化・思想。

## 来歴
東京都生まれ。東京大学大学院人文科学研究科博士課程中退。千葉大学法経学部准教授、同法政経学部教授を歴任。2020年4月より現職。

## 著書
- 『討議と人権 - ハーバーマスの討議理論における正統性の問題』（未来社、2009年11月10日発行）ISBN 978-4-624-01180-2
- 『ベンヤミン 危機の思考 - 批評理論から歴史哲学へ』（未来社、2012年5月30日発行）ISBN 978-4-624-01186-4
- 『政治と美学 ベンヤミンの唯物論的批評』（未来社、2024年2月20日発行）ISBN 978-4-624-01202-1
- 『追憶の政治哲学 ベンヤミンの歴史的唯物論』（未来社、2024年7月5日発行）ISBN 978-4-624-01203-8

## 参考
- 所属教員紹介 千葉大学大学院社会科学研究院・法政経学部 内村博信